# Castelo de Sanlúcar de Guadiana
O Castelo de San Marcos localiza-se no actual município de Sanlúcar de Guadiana, na província de Huelva, na Comunidade Autónoma de Andaluzia, na Espanha.
Erguido em posição dominante sobre uma colina que domina a povoação de Sanlúcar de Guadiana na margem esquerda do rio Guadiana, em posição fronteira a Alcoutim e ao seu castelo na margem oposta, em território português.

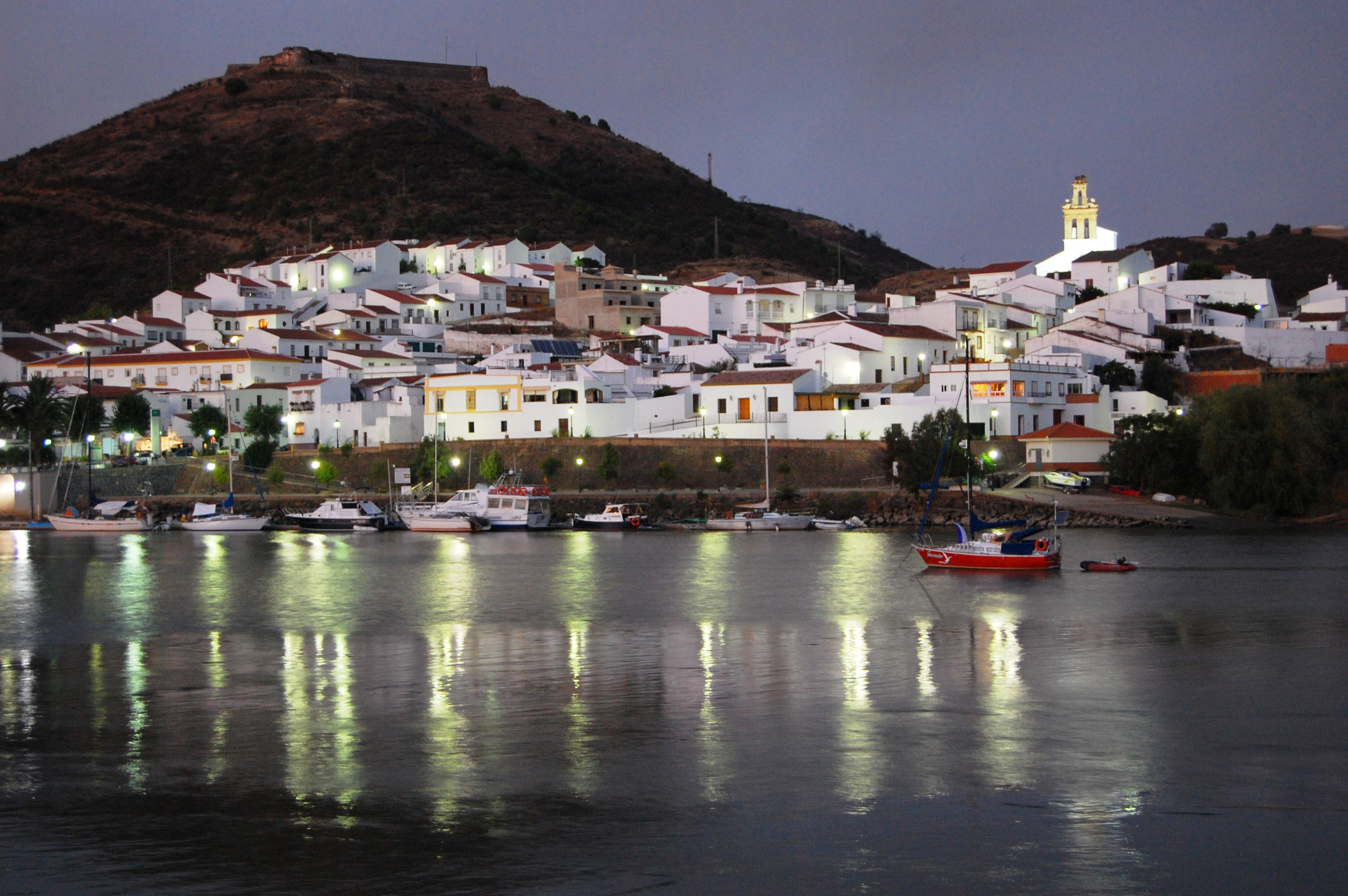
Sanlúcar de Guadiana e vista do castelo no cimo da serra

## História
Segundo algumas fontes o primeiro castelo terá sido fundado pelos portugueses em 1239, integrando uma série de fortificações em pontos estratégicos do curso do Guadiana. Mais, tarde, com a definição da fronteira do Reino do Algarve português, o castelo ficou integrado no Reino de Castela. Em 1509, Duarte de Armas no seu Livro das Fortalezas indica na margem esquerda do Guadiana a existência de um castelo velho.
A morfologia do actual castelo, com grossas torres circulares de pequena altura adiantadas em relação às muralhas, situa os trabalhos de reconstrução no século XVI, possivelmente em 1542, a que somaram trabalhos de remodelação em 1642, durante a Guerra da Restauração.
A fortificação foi tomada pelos portugueses em 1666, que a conservaram até à paz de 1668.
Recentemente recebeu intervenção de conservação e restauração por parte do governo espanhol.